# Pavel Čumačenko
Pavel Leonidovič Čumačenko (in russo Павел Леонидович Чумаченко?; 5 aprile 1971) è un ex pesista russo, medaglia di bronzo ai campionati europei indoor di Vienna 2002.

## Biografia
Dopo lo stop dall'attività agonistica nel 2006, torna alle gare nel 2011 all'età di 40 anni superando regolarmente la fettuccia dei 16 metri, fino ai 16,90 ottenuti il 4 agosto 2013 ad Irkutsk.

## Palmarès
| Anno | Manifestazione  | Sede       | Evento         | Risultato | Misura  | Note |
| ---- | --------------- | ---------- | -------------- | --------- | ------- | ---- |
| 1997 | Mondiali indoor | Parigi     | Getto del peso | 18º       | 18,88 m |      |
| 1999 | Mondiali indoor | Maebashi   | Getto del peso | 7º        | 19,82 m |      |
| 2000 | Olimpiadi       | Sydney     | Getto del peso | 18º       | 19,40 m |      |
| 2001 | Mondiali indoor | Lisbona    | Getto del peso | 10º       | 19,66 m |      |
| 2001 | Mondiali        | Edmonton   | Getto del peso | 18º       | 19,35 m |      |
| 2002 | Europei indoor  | Vienna     | Getto del peso | Bronzo    | 20,30 m |      |
| 2003 | Mondiali indoor | Birmingham | Getto del peso | 9º        | 19,71 m |      |
| 2003 | Mondiali        | Parigi     | Getto del peso | 19º       | 19,51 m |      |
| 2004 | Olimpiadi       | Atene      | Getto del peso | 23º       | 19,38 m |      |

## Campionati nazionali
- 3 titoli russi assoluti nel getto del peso (2000/2001, 2003)
- 6 titoli russi assoluti indoor nel getto del peso (1997/1999, 2001/2003)

1996
- 4º ai campionati nazionali russi, getto del peso - 18,88 m

1997
- Oro ai campionati nazionali russi indoor, getto del peso - 19,19 m

1998
- Oro ai campionati nazionali russi indoor, getto del peso - 19,58 m

1999
- Oro ai campionati nazionali russi indoor, getto del peso - 20,31 m

2000
- 4º ai campionati nazionali russi indoor, getto del peso - 17,66 m
- Oro ai campionati nazionali russi, getto del peso - 20,04 m

2001
- Oro ai campionati nazionali russi indoor, getto del peso - 20,91 m
- Oro ai campionati nazionali russi, getto del peso - 19,73 m

2002
- Oro ai campionati nazionali russi indoor, getto del peso - 19,47 m

2003
- Oro ai campionati nazionali russi indoor, getto del peso - 19,71 m
- Oro ai campionati nazionali russi, getto del peso - 20,51 m

2004
- 4º ai campionati nazionali russi indoor, getto del peso - 19,62 m

2005
- Bronzo ai campionati nazionali russi, getto del peso - 19,90 m

2006
- 5º ai campionati nazionali russi, getto del peso - 19,32 m